# جيوفري لوف
جيوفري لوف (19 أبريل 1889 - 6 فبراير 1978) (بالإنجليزية: Geoffrey Love)‏ هو لاعب كريكت بريطاني (وحمل سابقاً جنسية المملكة المتحدة لبريطانيا العظمى وأيرلندا).